# 5482 Korankei
5482 Korankei eller 1990 DX är en asteroid i huvudbältet som upptäcktes den 27 februari 1990 av de båda japanska astronomerna Takeshi Urata och Kenzo Suzuki i Toyota. Den är uppkallad efter den japanska staden Kōrankei.
Asteroiden har en diameter på ungefär 5 kilometer.